# Tristano Sforza
Tristano Sforza (Milano, luglio 1429 – Milano, 11 luglio 1477) è stato un condottiero italiano, signore di Saliceto, Noceto e Lusurasco.

## Biografia
Figlio illegittimo di Francesco Sforza, venne allevato fino al 1443 nella casa milanese del nobiluomo Morello Scolari da Parma.
Nel 1448 Francesco Sforza ottenne da papa Niccolò V la legittimazione di Tristano e di tutti gli altri figli naturali.
Tristano seguì le orme paterne nel mestiere delle armi: appena ventenne comandava un drappello di cavalleria, partecipò alla battaglia di Caravaggio e alla guerra contro Venezia. La sua carriera militare si alternava ad incarichi politici e missioni diplomatiche.
Nel 1455 fu combinato il suo matrimonio con Beatrice d’Este, figlia legittimata di Nicolò III d'Este e quindi sorellastra di Ercole e Borso d'Este, nel gioco delle trattative tra quest'ultimo e gli Sforza.
Seguirono altri incarichi politico-militari nella Penisola e all'estero; il 10 maggio 1468 celebrò nel castello di Amboise, per conto del fratello Galeazzo Maria, il matrimonio per procura con Bona di Savoia, cui portò i numerosi regali dello sposo.
Morì nel 1477, in seguito ai postumi di un intervento chirurgico.
Il nome di Tristano Sforza è legato alla omonima torre di Palazzo Barbò di Torre Pallavicina, quale abitazione fortificata del 1455 a guardia dei suoi possedimenti nel territorio della Calciana.

## Discendenza
Nell'aprile 1455 sposò Beatrice d'Este (1427-1497), figlia naturale di Niccolò III d'Este, vedova di Niccolò I da Correggio. La coppia ebbe un solo figlio, nato morto nel gennaio 1460.
Da Orsina Surrigoni ebbe una figlia naturale e legittimata, Elisabetta Margherita (1472-ante 1509), che sposò Galeazzo I Pallavicino.

## Ascendenza
|                            |   |                  | Genitori           |  |  | Nonni |  |  | Bisnonni           |  |  | Trisnonni         |  |
|                            |   |                  |                    |  |  |       |  |  | Giovanni Attendolo |  |  | Giacomo Attendolo |  |
|                            |   |                  |                    |  |  |       |  |  | Giovanni Attendolo |  |  | Giacomo Attendolo |  |
|                            |   | …                |                    |  |  |       |  |  | Giovanni Attendolo |  |  |                   |  |
| Giacomo Attendolo          |   |                  |                    |  |  |       |  |  | Giovanni Attendolo |  |  |                   |  |
|                            |   | Elisa Petraccini | Ugolino Petraccini |  |  |       |  |  |                    |  |  |                   |  |
|                            |   | Elisa Petraccini | Ugolino Petraccini |  |  |       |  |  |                    |  |  |                   |  |
|                            |   | Elisa Petraccini | …                  |  |  |       |  |  |                    |  |  |                   |  |
| Francesco I Sforza         |   | Elisa Petraccini |                    |  |  |       |  |  |                    |  |  |                   |  |
|                            |   | …                | …                  |  |  |       |  |  |                    |  |  |                   |  |
|                            |   | …                | …                  |  |  |       |  |  |                    |  |  |                   |  |
|                            |   | …                | …                  |  |  |       |  |  |                    |  |  |                   |  |
| Lucia Terzani              |   | …                |                    |  |  |       |  |  |                    |  |  |                   |  |
|                            |   | …                | …                  |  |  |       |  |  |                    |  |  |                   |  |
|                            |   | …                | …                  |  |  |       |  |  |                    |  |  |                   |  |
|                            |   | …                | …                  |  |  |       |  |  |                    |  |  |                   |  |
| Tristano Sforza            |   | …                |                    |  |  |       |  |  |                    |  |  |                   |  |
|                            | … | …                |                    |  |  |       |  |  |                    |  |  |                   |  |
|                            | … | …                |                    |  |  |       |  |  |                    |  |  |                   |  |
|                            | … | …                |                    |  |  |       |  |  |                    |  |  |                   |  |
| …                          | … |                  |                    |  |  |       |  |  |                    |  |  |                   |  |
|                            |   | …                | …                  |  |  |       |  |  |                    |  |  |                   |  |
|                            |   | …                | …                  |  |  |       |  |  |                    |  |  |                   |  |
|                            |   | …                | …                  |  |  |       |  |  |                    |  |  |                   |  |
| Giovanna d'Acquapendente ? |   | …                |                    |  |  |       |  |  |                    |  |  |                   |  |
|                            |   | …                | …                  |  |  |       |  |  |                    |  |  |                   |  |
|                            |   | …                | …                  |  |  |       |  |  |                    |  |  |                   |  |
|                            |   | …                | …                  |  |  |       |  |  |                    |  |  |                   |  |
| …                          |   | …                |                    |  |  |       |  |  |                    |  |  |                   |  |
|                            |   | …                | …                  |  |  |       |  |  |                    |  |  |                   |  |
|                            |   | …                | …                  |  |  |       |  |  |                    |  |  |                   |  |
|                            |   | …                | …                  |  |  |       |  |  |                    |  |  |                   |  |
|                            |   | …                |                    |  |  |       |  |  |                    |  |  |                   |  |